# Striaria nazinta
Striaria nazinta är en mångfotingart som beskrevs av Chamberlin 1910. Striaria nazinta ingår i släktet Striaria och familjen Striariidae. Inga underarter finns listade i Catalogue of Life.